# Општина Минтиу Герлиј (Клуж)
Минтиу Герлиј (рум. Mintiu Gherlii) општина је у Румунији у округу Клуж.
Oпштина се налази на надморској висини од 241 m.